# Vachonobisium heros
Vachonobisium heros är en spindeldjursart som först beskrevs av Beier 1964.  Vachonobisium heros ingår i släktet Vachonobisium och familjen Gymnobisiidae. Inga underarter finns listade i Catalogue of Life.